# 교수신문
《교수신문》(敎授新聞)은 대한민국의 신문이다.

## 연혁
1991
11월 전국 사립대학교 교수협의회 연합회, 국공립대학교수협의회, 민주화를 위한 교수협의회 등 교수 3단체가 전체 교수사회를 대변할 정론지 발간의 필요성을 공감하고 수차에 걸쳐 교수신문 창간을 위한 논의 전개
1992
4월 창간호 발행(15일). 프레스센터에서 창간기념 축하행사(30일). 정기간행물 등록 완료(발행인 이영수 교수, 편집인 유재천 교수, 주간 이동신 교수, 편집국장 최영진)
1993
4월‘현대 지성의 위기와 역할’을 주제로 창간 1주년 기념심포지엄 개최
10월 모스크바대 총장 및 러시아 과학자들 초빙 ‘2천년대를 향한 한러 응용기술 교류 이전에 관한 심포지엄’ 개최
12월 ‘제1회 한국지성의 표상’전 개최(전국 미대교수 117인 작품, 조선일보 미술관)
1994
6월‘우리 시대가 요구하는 시대정신은 무엇인가’라는 주제로 창간 2주년 기념 학술심포지엄 개최
1995
8월 공평아트센터에서 교수 86인의 작품을 전시한 ‘제3회 한국지성의 표상’전 개최
1996
2월지령 100호 발행 신년 기획 ‘전환기, 새로운 사상은 있는가’
1997
5월 계간 ‘열린지성’ 창간호 발간 및 편집인으로 장회익 교수(서울대 물리학) 위촉.
1998
4월 창간 6주년 기념호(133호) 20면 발행
1999
1월 신년 기획 ‘새로운 밀레니엄을 위하여’ 단행본 발간(‘굿모닝 밀레니엄’(민음사 刊)
6월 창간 7주년 기념 학술세미나 ‘한국 지성사의 회고와 성찰-근현대사 100년을 중심으로’ 개최
2000
4월 홈페이지(www.kyosu.net) 개설
2001
1월 창간 10주년 기념 제1회 학술에세이 공모(주제: 생명) / 창간 7주년 기념 세미나 ‘한국지성사 100년’ 단행본 발간(민음사 刊)
12월 송년 세미나 ‘생명-경계에 선 생명 삶과 윤리의 척도를 찾아서’ 개최
2002
4월 창간 10주년 기념호(223호) 40면 발행
제1회 학술에세이 공모전 시상식(최우수2명, 가작2명)
224호(4월 29일)부터 주간 발행
2003
8월 매주 학술면을 ‘비평섹션’으로 특화해서 논쟁적 지면으로 발간하기 시작하면서 학계의 주목을 받음.
10월 장기 학술기획 ‘우리이론을 재검토한다’를 ‘오늘의 우리이론 어디로 가는가’라는 단행본으로 발간(생각의나무 刊)
2004
4월 창간 12주년 기념 교수사회 기업 이미지 조사
창간특집호로 타블로이드 비평섹션 24면 별쇄로 발간
신임교수 특집기획판 24면 별쇄로 발간.
2005
3월 교육보도를 중심으로 매주 1회 발간하고, 매월말 비평지를 타블로이드 32면으로 발간하는 3+1체제로 지면혁신 단행.
5월 ‘대한제국과 고종’을 둘러싼 역사논쟁 5월 단행본으로 발간(푸른역사 刊), 연중기획‘한국 미론을 재검토한다’(돌베개 刊) 10월에 출간.
2006
3월 2년여 동안 교수신문에 연재된 '김용준 교수의 내가 본 함석헌'이 도서출판 아카넷에서 출간.
7월 기획연재 '고전번역비평-최고의 번역본을 찾아서' 1차분(1회~25회)이 도서출판 생각의나무에서 '최고의 고전번역을 찾아서'라는 제목으로 출간

## 현황
1. 창간일/등록년월일: 1992년 4월 15일
2. 등록번호: 다-2097
3. 社是:
  - 학문의 자유와 대학의 민주화
  - 학술정보의 제공과 대학문화의 창달
  - 교권옹호와 전문적 권위의 향상
4. 발행일자: 매주 월요일
5. 발행면수: 12면, 32면(매월말)
6. 판형: 대판 / 타블로이드판 병행
7. 발행부수: 6만 5천부

## 올해의 사자성어
교수신문은 2001년부터 한 해 동안 대한민국에서 있었던 사건을 바탕으로 사자성어 하나를 선정하고 있다.